# Y
A letra Y (ípsilon ou i grego) é a vigésima quinta letra do alfabeto latino. Originalmente, no latim, a letra Y representava a vogal grega anterior fechada arredondada. Tal som vocálico não existe mais no grego moderno.

## História
O y tem suas origens no alfabeto fenício onde era representado pela letra waw. Ao chegar aos gregos recebeu o nome de upsilon, letra que representava o som da atual letra u. Com a conquista da Grécia pelos romanos no século I a.C., o ípsilon foi incorporado ao alfabeto latino para transcrever palavras de origem grega, tendo o nome de ī Graeca, porque na época o u grego já anteriorizara-se, assemelhando-se a um i pronunciado com os lábios arredondados, som que é representado no Alfabeto Fonético Internacional por esta mesma letra, [y]. Na fonologia grega moderna não se arredondam mais os lábios ao pronunciá-la.
Na língua portuguesa, até a primeira metade do século XX, a letra y era uma letra bem recorrente e como uma vogal, tinha o mesmo valor fonético de i; comumente aparecia em palavras de origem grega, como abysmo, physica e systema, seu uso, no entanto, tornou-se nulo após a Reforma Ortográfica de 1911 em Portugal e o subsequente Formulário Ortográfico de 1943 no Brasil, estes introduziram várias mudanças ao português e uma delas foi a substituição do y por i em todas as ocasiões nas quais ele se encontrava, exceto em nomes próprios de origem indígena como Yara e Moacyr, as palavras anteriores então tornaram-se abismo, física e sistema; muitos protestaram contra esta mudança.
O Acordo Ortográfico de 1990 restaurou a letra y no alfabeto português, sem contudo restaurar o seu uso prévio, que continua restrito às abreviaturas, às palavras com origem estrangeira e seus derivados. No Brasil, o AO-1990 entrou em vigor a partir de 1º de janeiro de 2009 e tornou-se a única norma vigente a partir de 1° de janeiro de 2016.

## Fonética e códigos
A informação de que o Formulário Ortográfico de 1943 aboliu o y não corresponde aos fatos. O FO, no item I, número 1, dizia: "O alfabeto do português consta FUNDAMENTALMENTE (destaque adicionado) de vinte e três letras" (cita as letras); e no número 2: "Além dessas letras, há três que só se podem usar em casos especiais: k, w, y."
Conclusão: o alfabeto do português, pelo FO de 1943, tem vinte e seis letras: vinte e três fundamentais e três especiais.
O Acordo Ortográfico de 1990 não "restaurou" o y. A doutrina é exatamente a mesma: k, w, y continuam só para usos especiais. O AO de 1990 apenas incluiu as três especiais na listagem das letras com a finalidade de deixar clara a sua posição na ordenação sequencial do conjunto do alfabeto.

## Significados
- O elemento químico Ítrio tem como símbolo o "Y".
- É geralmente utilizada na matemática para representar a segunda incógnita (sendo a representação mais usual a forma minúscula, "y").
- O cromossomo masculino é representado pela letra Y.